# Richard Westbrook

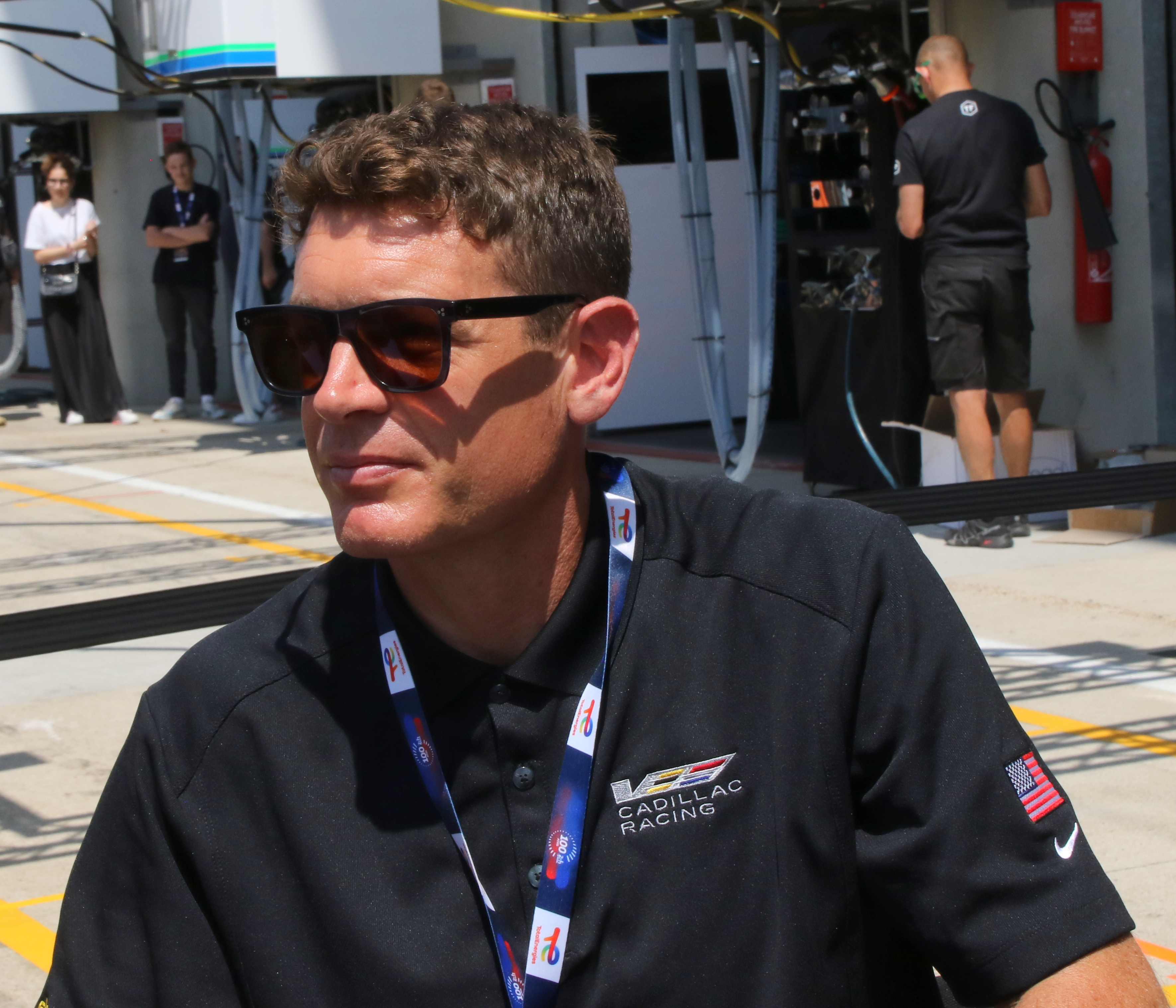
Richard Westbrook 2023 in Le Mans

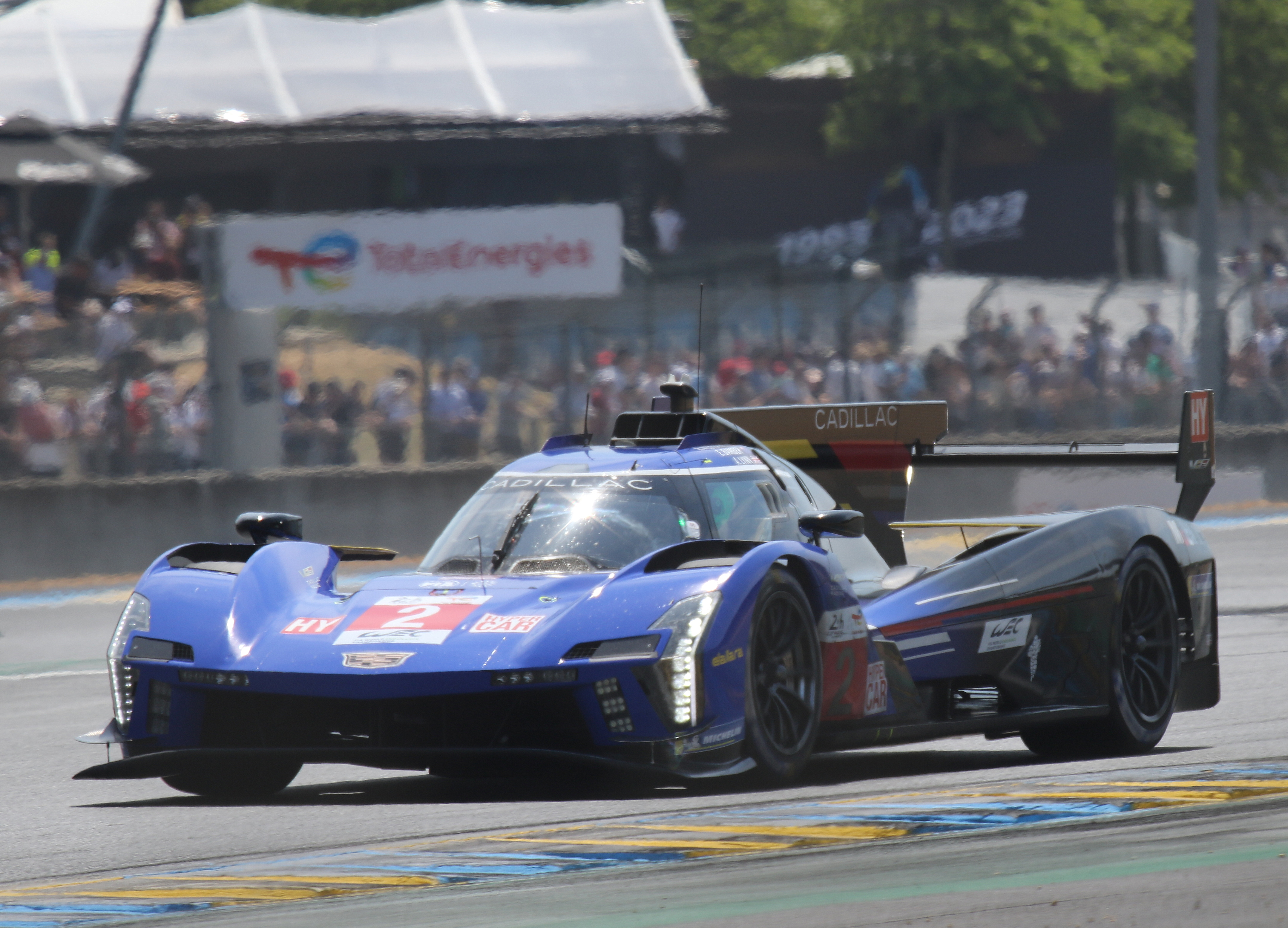
Der von Richard Westbrook beim 24-Stunden-Rennen von Le Mans 2023 gefahrene Cadillac V-Series.R

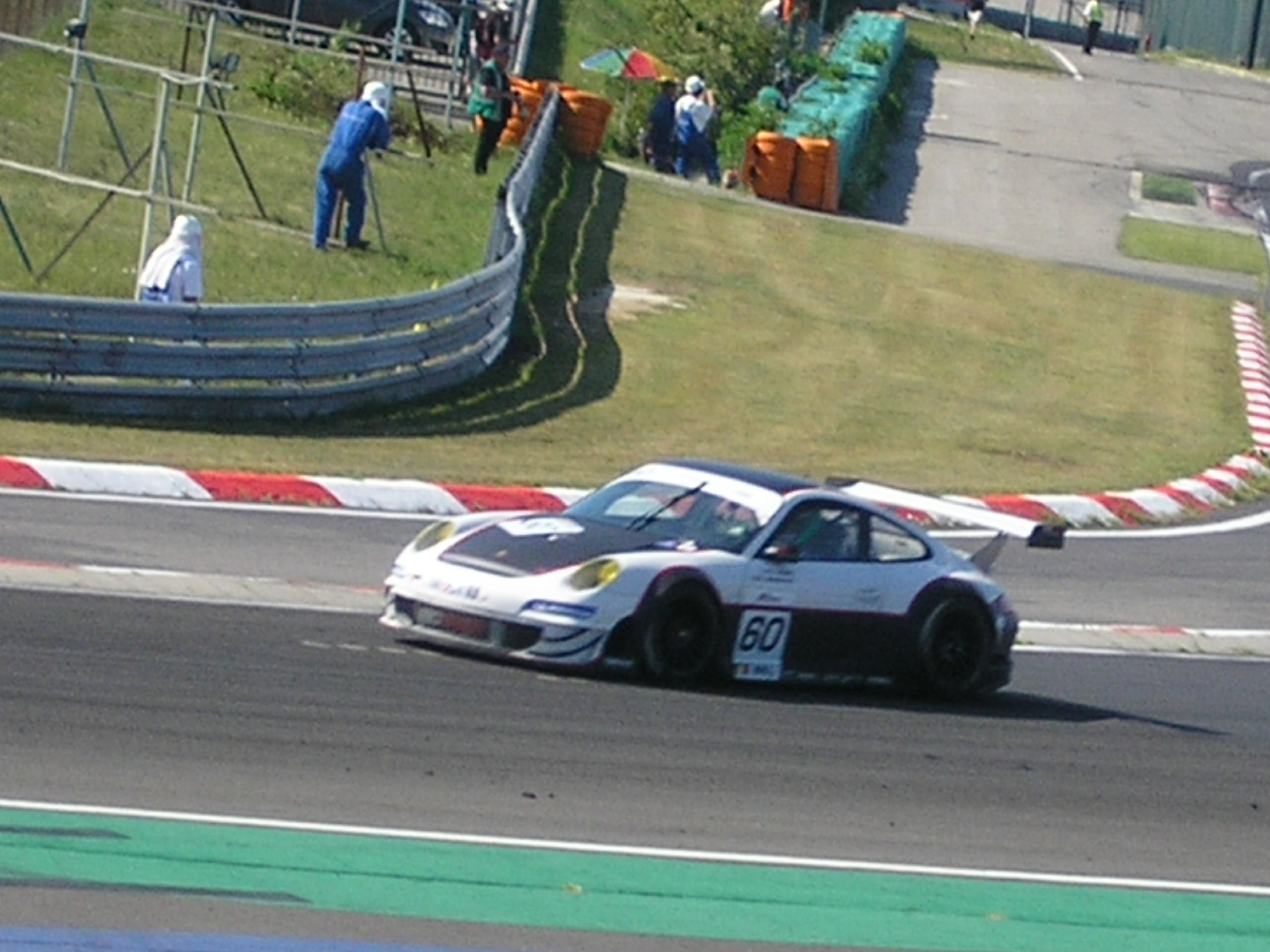
Richard Westbrook im Prospeed-Porsche am Hungaroring 2009

Richard Westbrook (* 10. Juli 1975 in Chelmsford) ist ein ehemaliger britischer Automobilrennfahrer.

## Karriere
Richard Westbrook begann seine Motorsportkarriere 1986 im Kart. 1990 wurde er britischer Meister. 1993 nahm er an der Formula First, der Formel Renault und an der Formel Vauxhall Winterserie, in der er Vizemeister wurde, teil. In den folgenden beiden Jahren fuhr er in der Formula Opel Euroseries und erreichte zweimal den vierten Meisterschaftsplatz. 1996 bestritt er eine jeweils eine halbe Saison in der Österreichischen Formel-3-Meisterschaft und in der Deutschen Formel-3-Meisterschaft. 1999 war er Testfahrer in der Formel 3000.
Nach einer dreijährigen Motorsportpause stieg Westbrook von den Formelfahrzeugen zu den Sportwagen um und nahm 2002 an einzelnen Rennen im Porsche Supercup teil. Ab 2003 startete er im Britischen Porsche Carrera Cup und wurde in seiner ersten Saison mit neun Rennsiegen Vizemeister. Ein Jahr später holte er mit sieben Siegen den Titel. Trotz 13 Siegen gelang ihm 2005 die Titelverteidigung nicht und er wurde erneut Vizemeister. Außerdem nahm Westbrook wieder am Porsche Supercup teil und belegte mit zwei Rennsiegen den neunten Meisterschaftsplatz. 2006 gelang ihm der Durchbruch im Porsche Supercup: er kam bei jedem Rennen auf das Podium, feierte vier Rennsiege und gewann vorzeitig die Meisterschaft. Nebenbei bestritt Westbrook einige Rennen im Britischen Porsche Carrera Cup, in dem ein Rennen gewinnen konnte, und im Porsche Carrera Cup Deutschland, in dem er dreimal siegreich war. 2007 stand er, nun für das Team HISAQ Competition fahrend, nur zweimal ganz oben auf dem Siegerpodest des Porsche Supercup, verteidigte seinen Titel aber erfolgreich. Im Deutschen Porsche Carrera Cup gelang ihm nach fünf Rennsiegen die Vizemeisterschaft. Im selben Jahr bestritt Westbrook seine ersten Rennen in den Vereinigten Staaten. Er wurde Vierter beim 6-Stunden-Rennen von Watkins Glen und nahm außerdem unter anderem mit Richard Lietz am 24-Stunden-Rennen von Daytona teil. Dort fuhr er zunächst auf die Pole-Position der GT-Klasse und lag im Rennen zu Beginn weit vorne im Feld, wurde aber später durch einen Bremsenwechsel zurückgeworfen und beendete das Rennen somit nur als Zweiter in der seiner Kategorie.
In der Saison 2008 war Westbrook Werksfahrer für Porsche und steuert einen Porsche 997 GT3 RSR. Er bestritt die FIA-GT-Meisterschaft, die Le Mans Series und einige Rennen der American Le Mans Series. In jeder Meisterschaft konnte er mindestens einen Klassensieg feiern. Das 24-Stunden-Rennen von Daytona beendete er erneut als Zweiter in der GT-Klasse. Beim 24-Stunden-Rennen von Spa-Francorchamps fuhr er gemeinsam mit Marc Lieb und Emmanuel Collard auf den sechsten Gesamtplatz und den zweiten Platz in der GT2-Klasse. Im Team HISAQ Competition nahm er mit Emmanuel Collard, Marino Franchitti und Frank Stippler am 24-Stunden-Rennen auf dem Nürburgring teil, fiel aber nach zwischenzeitlicher Führung aus. Im Zuge der Verkleinerung des Werksfahrerkaders wurde Westbrooks Vertrag bei Porsche 2009 nicht verlängert, blieb dem Fabrikat jedoch treu und fuhr nach einem Jahr Pause erneut im Porsche Supercup für das Team Jetstream Motorsport, bei denen er schon 2006 Meister wurde. Außerdem startete er für VICI Racing in der American Le Mans Series und für Prospeed Competition in der FIA-GT-Meisterschaft. Diese gewann er allein, da Porsche anordnete, dass sein Teamkollege Emmanuel Collard beim letzten Lauf in Zolder für Brixia Racing an den Start ging, um die Gewinnwahrscheinlichkeit zu erhöhen. Westbrook und Marco Holzer gewannen den letzten Meisterschaftslauf in ihrer Klasse, Collard wurde hingegen nur Sechster. Westbrook äußerte sich nach dem Rennen über die Situation: „Ich habe den Titel gewonnen, er ist nun nur Dritter in der Meisterschaft. Ich kann mich unter diesen Umständen noch nicht richtig über den Titel freuen, ich hoffe das kommt vielleicht morgen noch.“
Für die Saison 2010 war zunächst geplant, dass Westbrook für Prospeed in der FIA GT2-Europameisterschaft und für JMW Motorsport auf einem Aston Martin V8 Vantage in der Le Mans Series startet. Durch die Absage der Europameisterschaft wechselte Prospeed ebenfalls in die Le Mans Series und Westbrook entschied sich zugunsten des belgischen Porsche-Teams.
Nach dem Petit Le Mans 2024, bei dem der von ihm gefahrene Porsche 963 ausfiel, beendete er seine Fahrerkarriere.

## Erfolge
- 1990: Britischer Kart-Meister
- 2004: Britischer Porsche-Carrera-Cup-Meister
- 2006: Porsche-Supercup-Meister
- 2007: Porsche-Supercup-Meister
- 2009: GT2-Meister der FIA-GT-Meisterschaft

## Statistik

### Le-Mans-Ergebnisse
| Jahr | Team                         | Fahrzeug                    | Teamkollege   | Teamkollege     | Platzierung     | Ausfallgrund |
| ---- | ---------------------------- | --------------------------- | ------------- | --------------- | --------------- | ------------ |
| 2010 | BMS Scuderia Italia SpA      | Porsche 997 GT3 RSR         | Timo Scheider | Marco Holzer    | Rang 14         |              |
| 2011 | Corvette Racing              | Chevrolet Corvette C6.R     | Oliver Gavin  | Jan Magnussen   | Ausfall         | Unfall       |
| 2012 | Corvette Racing              | Chevrolet Corvette C6.R     | Oliver Gavin  | Tommy Milner    | nicht klassiert |              |
| 2013 | Corvette Racing              | Chevrolet Corvette C6.R-ZR1 | Oliver Gavin  | Tommy Milner    | Rang 22         |              |
| 2014 | Corvette Racing              | Chevrolet Corvette C7.R     | Oliver Gavin  | Tommy Milner    | Rang 20         |              |
| 2016 | Ford Chip Ganassi Team USA   | Ford GT                     | Ryan Briscoe  | Scott Dixon     | Rang 20         |              |
| 2017 | Ford Chip Ganassi Team USA   | Ford GT                     | Ryan Briscoe  | Scott Dixon     | Rang 23         |              |
| 2018 | Ford Chip Ganassi Racing     | Ford GT                     | Ryan Briscoe  | Scott Dixon     | Rang 39         |              |
| 2019 | Ford Chip Ganassi Racing USA | Ford GT                     | Ryan Briscoe  | Scott Dixon     | Rang 24         |              |
| 2020 | Aston Martin Racing          | Aston Martin Vantage GTE    | Nicki Thiim   | Marco Sørensen  | Rang 22         |              |
| 2021 | Glickenhaus Racing           | Glickenhaus SCG 007 LMH     | Ryan Briscoe  | Romain Dumas    | Rang 5          |              |
| 2022 | Glickenhaus Racing           | Glickenhaus SCG 007 LMH     | Ryan Briscoe  | Franck Mailleux | Rang 3          |              |
| 2023 | Cadillac Racing              | Cadillac V-Series.R         | Alex Lynn     | Earl Bamber     | Rang 3          |              |

### Sebring-Ergebnisse
| Jahr | Team                     | Fahrzeug                  | Teamkollege      | Teamkollege         | Platzierung             | Ausfallgrund     |
| ---- | ------------------------ | ------------------------- | ---------------- | ------------------- | ----------------------- | ---------------- |
| 2011 | Corvette Racing          | Chevrolet Corvette C6-ZR1 | Oliver Gavin     | Jan Magnussen       | Rang 14                 |                  |
| 2012 | Corvette Racing          | Chevrolet Corvette C6 ZR1 | Oliver Gavin     | Tommy Milner        | Rang 20                 |                  |
| 2013 | Corvette Racing          | Chevrolet Corvette C6.R   | Oliver Gavin     | Tommy Milner        | Rang 15 und Klassensieg |                  |
| 2014 | Spirit of Daytona Racing | Chevrolet Corvette DP     | Michael Valiante | Mike Rockenfeller   | Rang 29                 |                  |
| 2015 | VisitFlorida.com Racing  | Chevrolet Corvette DP     | Michael Valiante | Mike Rockenfeller   | Rang 3                  |                  |
| 2016 | Ford Chip Ganassi Racing | Ford GT                   | Ryan Briscoe     | Scott Dixon         | Rang 14                 |                  |
| 2017 | Ford Chip Ganassi Racing | Ford GT                   | Ryan Briscoe     | Scott Dixon         | Rang 10                 |                  |
| 2018 | Ford Chip Ganassi Racing | Ford GT                   | Ryan Briscoe     | Scott Dixon         | Rang 13                 |                  |
| 2019 | Ford Chip Ganassi Racing | Ford GT                   | Ryan Briscoe     | Scott Dixon         | Rang 15                 |                  |
| 2022 | JDC-Miller MotorSports   | Cadillac DPi V.R          | Loïc Duval       | Tristan Vautier     | Rang 2                  |                  |
| 2024 | JDC–Miller MotorSports   | Porsche 963               | Philip Hanson    | Tijmen van der Helm | Ausfall                 | Kraftübertragung |

### Einzelergebnisse in der FIA-Langstrecken-Weltmeisterschaft
| Saison  | Team                | Rennwagen                   | 1   | 2   | 3   | 4   | 5   | 6   | 7   | 8   | 9   |
| ------- | ------------------- | --------------------------- | --- | --- | --- | --- | --- | --- | --- | --- | --- |
| 2012    | Corvette Racing     | Chevrolet Corvette C6.R     | SEB | SPA | LEM | SIL | SAO | BAH | FUJ | SHA |     |
| 2012    | Corvette Racing     | Chevrolet Corvette C6.R     | 20  |     | DNF |     |     |     |     |     |     |
| 2013    | Corvette Racing     | Chevrolet Corvette C6.R-ZR1 | SIL | SPA | LEM | SAO | AUS | FUJ | SHA | BAH |     |
| 2013    | Corvette Racing     | Chevrolet Corvette C6.R-ZR1 | 22  |     |     |     |     |     |     |     |     |
| 2014    | Corvette Racing     | Chevrolet Corvette C7.R     | SIL | SPA | LEM | AUS | FUJ | SHA | BAH | SAO |     |
| 2014    | Corvette Racing     | Chevrolet Corvette C7.R     | 20  |     |     |     |     |     |     |     |     |
| 2016    | Ford Ganassi        | Ford GT                     | SIL | SPA | LEM | NÜR | MEX | AUS | FUJ | SHA | BAH |
| 2016    | Ford Ganassi        | Ford GT                     | 20  |     |     |     |     |     |     |     |     |
| 2017    | Ford Ganassi        | Ford GT                     | SIL | SPA | LEM | NÜR | MEX | AUS | FUJ | SHA | BAH |
| 2017    | Ford Ganassi        | Ford GT                     | 23  |     |     |     |     |     |     |     |     |
| 2018/19 | Ford Ganassi        | Ford GT                     | SPA | LEM | SIL | FUJ | SHA | SEB | SPA | LEM |     |
| 2018/19 | Ford Ganassi        | Ford GT                     |     | 39  |     |     |     |     |     | 24  |     |
| 2019/20 | Aston Martin Racing | Aston Martin Vantage GTE    | SIL | FUJ | SHA | BAH | AUS | SPA | LEM | BAH |     |
| 2019/20 | Aston Martin Racing | Aston Martin Vantage GTE    |     |     |     |     |     |     | 22  | 11  |     |
| 2021    | Glickenhaus Racing  | Glickenhaus 007 LMH         | SPA | POR | MON | LEM | BAH | BAH |     |     |     |
| 2021    | Glickenhaus Racing  | Glickenhaus 007 LMH         |     | 30  | 4   | 5   |     |     |     |     |     |
| 2022    | Glickenhaus Racing  | Glickenhaus 007 LMH         | SEB | SPA | LEM | MON | FUJ | BAH |     |     |     |
| 2022    | Glickenhaus Racing  | Glickenhaus 007 LMH         | 3   |     |     |     |     |     |     |     |     |
| 2023    | Cadillac Racing     | Cadillac V-Series.R         | SEB | POR | SPA | LEM | MON | FUJ | BAH |     |     |
| 2023    | Cadillac Racing     | Cadillac V-Series.R         | 4   | 4   | 5   | 3   | 10  | 10  | 11  |     |     |